# Christie Bodden
Christie Marie Bodden Baca (3 de marzo de 1990) es una ex nadadora panameña que se especializa en eventos de espalda. 

## Biografía
Ha sido seleccionada para representar a Panamá en los Juegos Olímpicos de Verano de 2008, ubicándose entre los 48 mejores nadadores en los 100 m espalda femenino. Bodden fue invitada por la FINA a competir como nadadora solitaria por Panamá en los 100 m espalda en los Juegos Olímpicos de Verano de 2008 en Beijing. Nadando contra Kiera Aitken de Bermuda y María Virginia Báez de Paraguay en la primera serie, Bodden se desvaneció en la recta final para completar el pequeño grupo hasta el tercer lugar en 1:07.18. Bodden terminó última entre 48 participantes en su evento y no pudo avanzar a las semifinales.Bodden, graduado en administración de empresas de la Universidad Stony Brook en Stony Brook, Nueva York, actualmente trabaja como gerente de marca para las marcas más vendidas en Panamá.